# Newsholme (Lancashire)
Newsholme est un village et une paroisse civile du Lancashire, en Angleterre.